# Paragalma birnsteini
Paragalma birnsteini är en nässeldjursart som beskrevs av Lynn Margulis 1976. Paragalma birnsteini ingår i släktet Paragalma och familjen Agalmatidae. Inga underarter finns listade i Catalogue of Life.